# هنري فورد
ولد هنري فورد في 30 يوليو 1863 في واين كاونتي في ولاية ميشيغان في جرينفيلد تاون شيب وتوفي في 7 أبريل 1947 في ديربورن.كان الأبن الأكبر لأبيه وعمل في الزراعة بعد أن قرر ترك المدرسة في الخامسة عشر من عمره وكان جُل همه هو كيف تعمل الآلات والماكينات!.يعتبر فورد هو مؤسس شركة فورد (Ford Motor Company) لصناعة السيارات.
على الرغم من أن فورد لم يخترع السيارة أو نظام التجميع، لكنه طوّر وصنع أول سيارة استطاع العديد من الأمريكيين من الطبقة الوسطى اقتناءها. بذلك، حوّل فورد السيارة من تحفة باهظة الثمن إلى وسيلة نقل عملية من شأنها أن تؤثر تأثيرًا عميقًا على المشهد العام في القرن العشرين. أحدث إنتاجه للسيارة من الطراز تي ثورة في وسائل النقل والصناعات الأمريكية. بصفته مالك شركة فورد لصناعة السيارات، أصبح واحدًا من أشهر وأكثر الأشخاص ثراءً في العالم. يُنسب إليه مبدأ «الفوردية» الذي يعني الإنتاج الضخم للسلع الرخيصة المُقترن مع الأجور المرتفعة للعمال. كان لدى فورد رؤية عالمية بأن حماية المستهلك هي المفتاح للسلام. نتج عن التزامه الشديد بخفض التكاليف بشكل ممنهج العديد من الابتكارات التقنية والتجارية، بما فيها نظام حق الامتياز الذي وضع وكالات بيع بالتجزئة على امتداد معظم أمريكا الشمالية وفي المدن الكبرى في ست قاراتٍ. ترك فورد معظم ثروته الضخمة لمؤسسة فورد ونسّق لاستمرار سيطرة عائلته على الشركة بشكل دائم. كان فورد معروفًا أيضًا بمناهضة الحرب خلال السنوات الأولى للحرب العالمية الأولى، لكنه شجع على كتابات مُعادية للسامية -بما فيه بروتوكولات حكماء صهيون- من خلال صحيفته «ديربون إندبندنت» ومن خلال كتاب «اليهودي العالمي»، الذي زُعم أنه كان له تأثير على تطور النازية وأدولف هتلر.
مقولته الشهيرة:«أي مشتر بإمكانه اقتناء السيارة باللون الذي يريده، طالما كان اللون أسود.»

## النشأة
وُلد هنري فورد في 30 يوليو عام 1863، في مزرعة في بلدة غرينفيلد، ميشيغن. وُلد والده ويليام فورد في مقاطعة كورك في إيرلندا، لعائلة تنحدر أصولها من سومرسيت، إنجلترا. وُلدت والدته ماري فورد (الاسم عند الولادة ليتوغوت) في ميشيغن، وكانت أصغر طفل بين المهاجرين البلجيكيين، وتوفي والداها عندما كانت طفلة فتبناها الجيران، وهم عائلة أوهرنز. كان أقرباء هنري فورد مارغريت فورد (1867-1938)، وجين فورد (1868-1945)، وويليام فورد (1871-1917)، وروبرت فورد (1873-1934).
أعطاه والده ساعة جيبٍ في بدايات سنين مراهقته. في عمر الخامسة عشر، فكّك فورد وأعاد تجميع ساعات الأصدقاء والجيران عشرات المرات، واكتسب من خلال ذلك سمعة مُصلح الساعات. في عمر العشرين، كان فورد يمشي أربعة أميال إلى كنيسته الأسقفية كل يوم أحد.
انهار فورد عندما توفيت والدته في عام 1876. كان يتوقع والده منه أن يتولى أمور مزرعة العائلة، لكنه كان يحتقر العمل في المزرعة. كتب لاحقًا: «لم يكن لدي أي حب للمزرعة، وكان وجود أمي في المزرعة جل ما أحببته».
في عام 1879، ترك فورد المنزل ليعمل كميكانيكي متدرب في ديترويت، في البداية مع جيمس إف. فلور& بروس، ثم لاحقًا مع شركة ديترويت دراي دوك. في عام 1882، عاد إلى ديربورن ليعمل في مزرعة العائلة حيث أصبح بارعًا في تشغيل المحرك البخاري المحمول المُصنع من قبل شركة ويستينغهاوس. وظفته لاحقًا شركة ويستينغهاوس في صيانة محركاتها البخارية. درس فورد خلال هذه الفترة أيضًا المحاسبة في كلية جولدسميث وبراينت وستراتون للأعمال في ديترويت.
صرح فورد عن حدثين مهمين حصلا في عام 1875، عندما كان عمره إثني عشر عامًا. تلقى ساعةً، وكان شاهدًا على عملية تشغيل محرك السيارة «وهي أول مركبة تختلف عن المركبة التي تقودها الخيول أراها في حياتي». صنع فورد في ورشة مزرعته «عربة بخارية أو ما يشبه الجرار»، وسيارة بخارية، لكنه كان يعتقد أن «البخار لم يكن مناسبًا للآليات الخفيفة» لأن المرجل كان يعتبر خطيرًا. صرّح فورد أيضًا أنه «لم يتوقع استخدام تجارب الكهرباء، ذلك بسبب تكلفة أسلاك العربات، «ولم يكن هناك بطارية تخزين متوفرة وعملية». بعدها في عام 1885، سَنحت الفرصة لفورد لإصلاح محرك أوتو، وصنع دراجة من طراز الأربع عجلات في عام 1887 بقطر اسطوانة يبلغ بوصة واحدة، وشوط ترددي يبلغ 3 بوصات. في عام 1890، بدأت شركة فورد العمل على صناعة محرك ثنائي الاسطوانات. صرح فورد «في عام 1892، أتممت صناعة أول سيارة مزودة بمحرك بقوة أربعة حصان واسطوانتين قطر كل منهما بوصتين ونصف، وشوط اسطوانة ترددي بلغ ست بوصات، وكان متصلًا بعمود مناولة وسيط من خلال حزام، ثم إلى العجلة الخلفية بواسطة سلسلسة.»

## معاداة اليهود
في عام 1920م قامت جريدة ديربورن اندبندنت المملوكة لهنري فورد بنشر كتاب بعنوان «اليهودي العالمي-- أكبر مشكلة في العالم».

## شركة فورد
نشأت الشركة عام 1903..وكان فورد رئيس المهندسين بها.أول سيارة أنتجت كانت A 1903.

## خطوط التجميع
إحدى أكبر إنجازات فورد هي إنشاء طريقة التصنيع بالتجميع (بالإنجليزية: Assembly Line) في العشرينيات من القرن العشرين وتتمثل هذه الطريقة بعمل مسارات للتصنيع الهدف منها تجميع هيكل السيارة خطوة خطوة، بحيث أن العامل الواحد يبقى في مكانه ويقوم بعمل شيء واحد طوال الوقت. بهذه الطريقة أصبح العمل أسرع وخصوصا عندما يطلب من العمال صنع الشيء المراد تصنيعه (السيارة في حالة فورد) من الألف إلى الياء وبعد الانتهاء منها يبدأون بواحدة جديدة.
تحولت طريقة التصنيع بالتجميع إلى حركة صناعية عامة لأن استخدامها انتقل إلى معظم الصناعات وخصوصا الميكنة. ترتبط هذه الطريقة بحركة الحداثة.

## هنري فورد واليمنيون
هناك حكاية شفوية تقول أن بحارا يمنيا من عدن التقى بهنري فورد وعرض عليه الأخير العمل في مصانعه، فأرسل فورد سفينة إلى اليمن لجلب العمال. لا دليل على هذه الرواية ولكن من المؤكد أن فورد وظف عددا من اليمنيين للعمل في مصانعه بدايات القرن العشرين. كان لليمنيين سمعة أنهم عمال جادون ولكن فورد كان يبحث عن عمال لا يعرفون شيئا عن العمل النقابي، فعماله الأميركيون كانوا يكثرون الإضرابات والاعتصامات، فأراد فورد أن يستقدم عمالة بحواجز لغوية وثقافية تمنعهم من الانضمام للنقابات العمالية.

## وصلات خارجية
- هنري فورد على موقع الموسوعة البريطانية (الإنجليزية)
- هنري فورد على موقع مونزينجر (الألمانية)
- هنري فورد على موقع إن إن دي بي (الإنجليزية)
- تاريخ السيارة - هنري فورد